# جاك كار (ممثل)
جاك كار (بالإنجليزية: Jack Carr)‏ هو كاتب سيناريو ورسام رسوم متحركة وممثل أمريكي، ولد في 1906 في الولايات المتحدة، وتوفي بنفس المكان في 1967.

## أعمال

### أفلام
- (1945) شجرة تنمو في بروكلين
- (1955) شرق عدن[1][2][3]

## وصلات خارجية
- جاك كار على موقع IMDb (الإنجليزية)
- جاك كار على موقع قاعدة بيانات الفيلم (الإنجليزية)